# Козловский, Иван Павлович
Ива́н Па́влович Козло́вский (25 декабря 1869 — 30 ноября 1943) — российский историк, один из реформаторов архивного дела в Ростовской области, профессор, директор Историко-филологического института князя Безбородко в Нежине.

## Биография
Иван Павлович Козловский закончил Киевский университет, работал наставником-руководителем Нежинского историко-филологического института. В 1906 году получил учёную степень магистра русской истории за диссертацию «Ф. М. Ртищев. Историко-биографическое исследование». В 1908 году он был избран на кафедру русской истории историко-филологического факультета Варшавского университета. В 1912—1916 годах был секретарём историко-филологического факультета университета. В 1913 г. он защитил докторскую диссертацию «Первые почты и первые почтмейстеры в Московском государстве». Научные труды И. П. Козловского стояли несколько особняком от основного направления российской исторической науки, «он известен более как научный руководитель магистерской подготовкой Б. Д. Грекова в 1911—1912 гг.». Во время преподавания в Варшавском университете И. П. Козловский читал общий курс русской истории и специальные курсы, в частности по истории русского просвещения.
После начала Первой мировой войны и эвакуации в 1915 году Варшавского университета в Ростов-на-Дону с 1916 года И. П. Козловский работал директором Историко-филологического института князя Безбородко в Нежине.
В советское время И. П. Козловский продолжил научно-преподавательскую деятельность, работая профессором Северо-Кавказского государственного университета, консультантом, а с 1925 года — председателем Донского общества археологии и истории искусств в городе Ростове-на-Дону (которое к тому времени стало Северо-кавказским краевым обществом археологии, истории и этнографии). В это время появилась его статья: «Тмутаракань Тамаратха - Матарха - Матреха» (Известия Таврического общества истории, археологии и этнографии. — Симферополь, 1928. — Вып. 2. — С. 44).
4 февраля 1931 года вместе с другими членами правления общества Иван Павлович был арестован и обвинён по 58/10 ст. УК Согласно материалам дела, лишён права проживания в 12 населённых пунктах и освобождён из-под стражи, а в 1989 году реабилитирован.
Последние годы жизни провёл в Уральске. Его семья приехала в город в тот день, когда там загорелся и сгорел дотла Александро-Невский собор. В Уральске преподавал в педагогическом институте.
Дочь Козловского Мария, после ареста зоолога Арнольда Робертовича Штамма и его жены Антонины Ивановны стала приёмной матерью их дочери Евы.
Супруга — Евдокия Ивановна. 11 мая 1910 г. в Варшаве родился сын Николай.

## Научные труды
- Сильвестр Медведев: очерк из истории русского просвещения и общественной жизни в конце XVII века. — Киев, 1895. — [363] с. разд. паг.
- Ф. М. Ртищев. — Киев, 1906. — [2], 201 с.
- Андрей Виниус, сотрудник Петра Великого (1641—1717 г.). — СПб., 1911. — [2], 79 с.
- Новая попытка решения вопросов о месте и времени крещения святой княгини Ольги. — Варшава, 1911.
- Первые почты и первые почтмейстеры в Московском государстве. — Варшава: Тип. Варшавского учебного округа, 1913.
  - Том I (текст исследования). — 536 с.
  - Том II (приложения к исследованию). — 523, II, 69, III с.
- Источниковедение народов СССР [курс лекций, читаемых автором в 1909—1940 гг.]. — Уральск, 1940.